# Moncalvo
Moncalvo là một city và commune in the tỉnh Asti vùng Piedmont thuộc Ý, có vị trí cách khoảng 45 km về phía đông của Torino và khoảng 15 km về phía đông bắc của Asti.
Moncalvo giáp các đô thị: Alfiano Natta, Castelletto Merli, Cereseto, Grana, Grazzano Badoglio, Ottiglio, Penango và Ponzano Monferrato.